# دیوید هاجز
دیوید هال هاجز (به انگلیسی: David Hall Hodges) متولد ۵ دسامبر سال ۱۹۷۸ یک ترانه سرا، آهنگساز و خواننده آمریکایی است که کار هنری خود را با گروه اونسنس آغاز نمود و به عنوان پیانیست و آهنگساز با گروه راک اونسنس به شهرت رسید.
 در سال ۲۰۰۲ از گروه اونسنس جدا شد و به ترتیب به گروه‌های سودای دیروز، عصر اطلاعات و Avox پیوست، در نهایت به صورت جدا گانه به فعالیت خود ادامه داد.
 او در حال حاضر در ایالت کالیفرنیا و در نش ویلِ ایالت تنسی به آهنگسازی و ترانه سرایی مشغول است.
هاجز با سه فرزند و همسر خود به نام کیت زندگی می‌کند.